# Ólafur Örn Bjarnason
Ólafur Örn Bjarnason (Grindavík, 15 maggio 1975) è un allenatore di calcio ed ex calciatore islandese, di ruolo difensore.

## Carriera

### Giocatore

#### Club
Bjarnason ha iniziato la carriera nel 1995 al Grindavík. Nel 1998, è passato agli svedesi del Malmö FF, dove è stato impiegato anche a centrocampo, con alterne fortune. Nel 2000, però, è tornato nel suo paese e ancora al Grindavík, dove si è affermato come difensore.
Al suo acquisto si è interessato il Brann, squadra norvegese. Ha debuttato per la nuova squadra il 12 aprile 2004 e, nella stessa stagione, ha giocato tutte le partite di campionato. Nell'anno successivo, è stato criticato per non aver sempre fornito prestazioni all'altezza della situazione, in fase difensiva. Inoltre, in estate, si è infortunato ed ha saltato il resto della stagione.
Nel campionato 2006, è riuscito a mantenere il suo posto da titolare in difesa. Ha giocato in coppia con il connazionale Kristján Örn Sigurðsson, disputando una stagione positiva, che gli ha valso il rinnovo del contratto fino all'anno seguente. Nell'estate 2007, ha minacciato di lasciare il club, ma la vittoria finale in campionato ha riavvicinato il giocatore e la società, che hanno rinnovato l'accordo, fino al 2009.
Il 24 giugno 2010 ha lasciato il Brann per tornare al Grindavík, diventandone contemporaneamente l'allenatore, iniziando così una nuova fase della sua carriera. Nel 2013 giocò per il Fram Reykjavík.

#### Nazionale
Bjarnason ha giocato, nella sua carriera, una partita per l'Islanda under 21, disputata nel 1996. Due anni dopo, è approdato nella Nazionale maggiore, per cui ha giocato ventisette partite, senza riuscire ad andare in rete.

### Allenatore
Dopo aver guidato il Grindavík, tornò ad essere un semplice giocatore al Fram Reykjavík. Il 27 novembre 2013, fu scelto come nuovo allenatore del Fyllingsdalen, a partire dal 1º gennaio 2014.

## Palmarès

### Giocatore

#### Club

##### Competizioni nazionali
- Coppa di Norvegia: 1

Brann: 2004
- Campionato norvegese: 1

Brann: 2007
- Coppa d'Islanda: 1

Fram: 2013